# Jan Černý
Jan Černý (4 de marzo de 1874, Uherský Ostroh, Moravia, Austria-Hungría – 10 de abril de 1959, Ibídem, Checoslovaquia) fue un político y funcionario público  checoslovaco. Fue Primer ministro de Checoslovaquia de 1920 a 1921 y en 1926. También fue el presidente provincial (gobernador) de Moravia en 1918–1920, 1921–1928 y 1929–1939.

## Biografía
Jan Černý nació en una familia de peleteros de la pequeña ciudad de Uherský Ostroh, en el este de Moravia (Eslovaquia morava). Asistió al gimnasio  (escuela secundaria) en Uherské Hradiště de 1885 a 1893. Después estudiar en la Facultad de Derecho de la Universidad Carolina en Praga -se graduó en 1898 – se convirtió en funcionario público  en Hódonin. Desde 1912 fue director de departamento en la oficina del gobernador de Moravia. En la época de la creación de Checoslovaquia, se convirtió en el más alto funcionario checo en Moravia, al asumir el cargo de jefe del gobierno local el 29 de noviembre de 1918.